# Dějiny kartografie

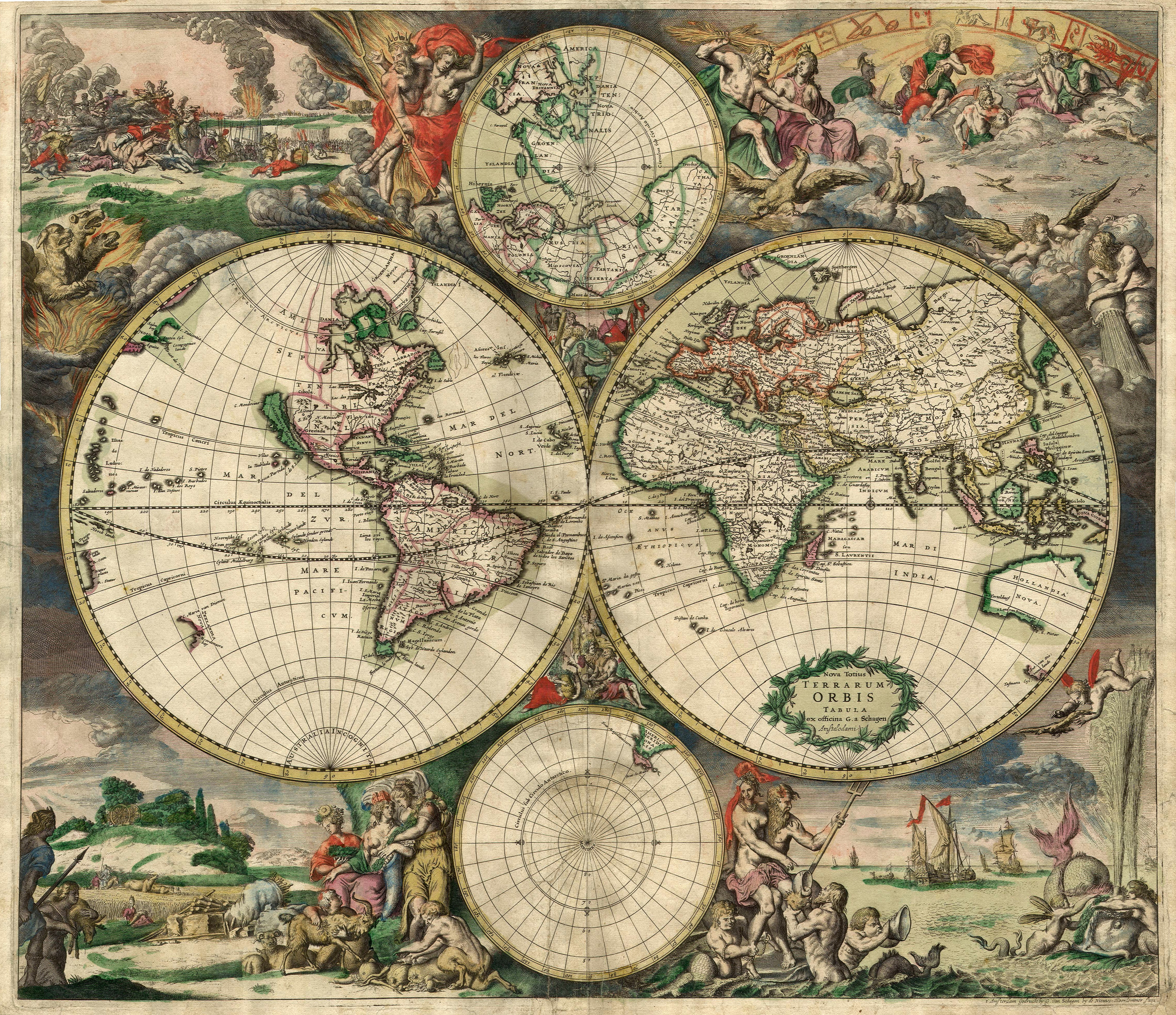
Mapa světa z roku 1689, vytvořená v Amsterdamu

Kartografie je obor, zabývající se tvorbou a analýzou mapových děl. Byla používána již v prehistorii lovci mamutů, kteří v jeskynních zakreslovali poznanou krajinu. První díla vznikala v Mezopotámii a byla důležitým faktorem pro kartografii, kterou známe dnes. Nejstarší dochovanou kartografickou památkou v Česku jsou rytiny na mamutím klu, nalezené v Pavlově v roce 1962. Nejznámější dochovanou památkou je mapa zakreslená na papyru, zachycující zlaté doly v Núbii, která je uložena v Turíně.

## Starověká kartografie

### Starověký východ
První dílo pocházelo z Mezopotámie a zobrazovalo mapu severu Mezopotámie se sousedícím Eufratem, Zagroskými horami a pohořím Libanon na západě. Mapa byla vyryta na hliněné desce a nalezena u města Gasur (u dnešního Kirkúku v Iráku). Dnes můžeme desku vidět v Semitském muzeu Harvardovy univerzity v USA. Další, asi stejně stará deska, byla nalezena v 19. století u někdejšího města Lagaše (také v Mezopotámii). Do desky byl vyrytý geometrický plán novosumerského chrámu, který drží postava knížete Gudey. Dnes můžeme desku najít ve sbírkách pařížského Louvru.

### Řecko
V této době byla kritizována myšlenka, že Země je kulatá. První řecká mapa byla dílem milétského filozofa Anaximandrose (611 – 546 př. n. l.), který si Zemi představoval jako nízký válec. Dalším významným autorem map byl například Hekataios nebo Démokritos z Abdéry. Dikaiarchos z Messény (350 – 290 př. n. l.) zavedl pro určení zeměpisné plochy dvě osy, které se protínaly na Rhodu, kdežto Eratosthenés z Kyrény(275 – 195 př. n. l.) použil místo orientačního kříže osm rovnoběžek a sedm poledníků. Dílo Eratosthena z Kyrény se stalo základem starověké kartografie. Následovníkem Eratosthéna byl Kratés z Mallu, který kolem roku 150 př. n. l. sestrojil Pergamu první a asi jediný, ale nedochovaný starověký zemský glóbus. K nejstarším kartografickým zobrazením a dílům patří mimo jiné gnómonický průmět, kuželové zobrazení, které později použil Ptolemaios, nebo mapa světa ve válcovém zobrazení, kterou sestrojil Marinos z Tyru. Nejznámějším a největším geografem té doby byl Klaudios Ptolemaios (90 – 160 př. n. l.), který sepsal dílo Geógrafiké hyfégésis (zvaný Geografia). Dílo bylo složeno z osmi knih a zachovalo se pouze v řeckých opisech, ke kterým byly přiloženy mapy světa a jednotlivých území. Nejstarší zachované opisy jsou uloženy ve vatikánské knihovně a slouží jako podklady pro vědecké studie. Ptolemaiovo dílo uzavřelo rozvoj kartografie v Řecku.

### Řím
Římské mapy byly spíše praktické, orientované na vojenský a administrativní význam. První Římskou mapou byla Agrippova mapa, která vznikla okolo roku 20 př. n. l. a byla vyobrazením celého světa. Podklad pro sestrojení této mapy byl materiál získaný při prozkoumávání světa (nařízeno Caesarem) a při měření silnic. Kopií Agrippova díla byla mapa, která vznikla ve 2. polovině 4. století. Původně byla tvořena 12 listy (poslední nebyl zachován) a byla namalována na pergamen. Mapa obsahovala kresby a popisy silnic římské říše. Dnes je mapa uložena v Rakouské národní knihovně ve Vídni. Památkou římské kartografie je i kapitolský plán Říma ze začátku 3. století n. l. Z Říma pochází i nejstarší dochovaný Glóbus s průměrem 65 cm, který znázorňuje nebeskou sféru. Jde o římské ztvárnění řecké mytologie.

## Středověká kartografie

### Kartografie v Evropě
Mapy se členily na čtyři skupiny
- Pásmové
- Beatovy
- Kruhové
- Portolánové

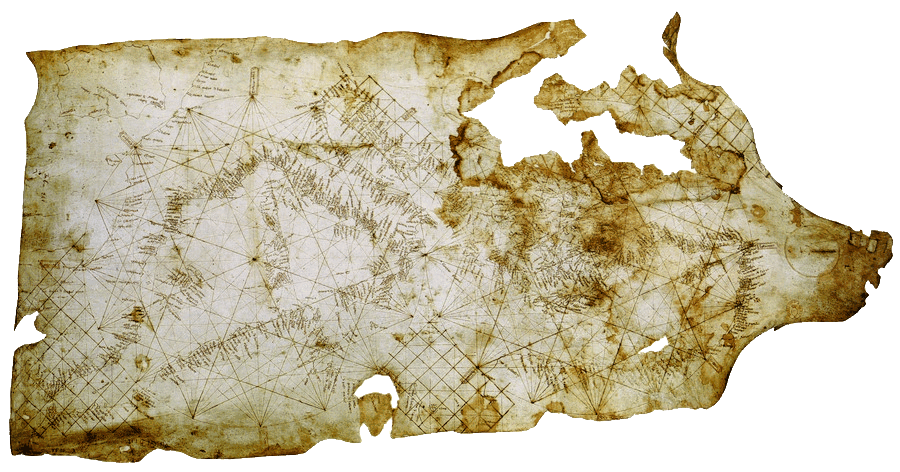
Dochovaný fragment portolánové mapy Carta Pisana, která byla nalezena ve městě Pisa, Itálie. Pochází asi z konce 13. století, nyní je ve Francouzské národní knihovně.

Pásmové mapy zobrazovaly Zemi tak, jak ji znázorňoval glóbus Kratéta z Mallu. Země byla rozdělena na 5-7 pásem. Beatovy mapy zobrazovaly Zemi rozdělenou do 10 oválných map se Svatou Zemí uprostřed. Kruhové mapy zobrazovaly Zemi jako kolo, které je obklopeno ze všech stran oceánem. Pevniny od sebe oddělovalo Středozemní moře a řeky Don a Nil, které vytvářely podobu písmena T. Proto se těmto mapách říkalo T mapy. Portolánové mapy zobrazovaly zejména mořské pobřeží a byly používány námořníky. K portolánovým mapám patří i mapy kompasové. Nejstarší portolánovou mapou je Pisánská mapa z roku 1300.

### Kartografie ve světě
V byzantské oblasti vystupovala syrská škola, který odmítala učení o kulovém tvaru Země. Stoupencem byl například Kosmas Indikopleustés, který přirovnával tvar Oikúmeny k obdélníkové desce. Z roku 560 pochází mozaiková mapa mádébská, která byla nalezena v Jordánsku. Arabové v 9. století přeložili Ptolemaia do syrštiny, z čehož pak čerpala islámská kartografie. Významným islámským představitelem byl Al-Chvárizmí, který napsal Knihu cest a zemí podle Ptolemaia. Arabské mapy bývaly především kruhové. Islámská kartografie se rozdělovala do tří období. Z prvního období byla Kniha cest a zemí od al-Chvárizmího, ze třetího období pochází pak mapa světa od Al-Idrísího, nejvýznamnější dílo arabské kartografie.

### Kartografie v renesanci
Kolem 15. století dochází ke znovuzrození antické kultury, vědy i kartografie. Ptolemaiovo dílo Geografia se dostalo do Itálie a stalo se senzací, kde se i začalo překládat do latiny. V tomto období začaly vznikat i další mapy, například mapa Skandinávie od dánského kartografa Claudia Claussona Swarta. Dále pak byla přepracována Ptolemaiova mapa z obdélníkové do lichoběžníkové sítě. S prvním tiskem se objevuje i tisknutí map. Tisk byl buď rytím do mědi nebo řezáním do dřeva. S rostoucím počtem vytisknutých map, rostlo také podezření, že Ptolemaiovy mapy neodpovídají znalostem tehdejšího světa.

## Novověká kartografie

### Doba velkých objevů
První mapa, která zachycuje Nový svět, je dílem španělského navigátora z Kolumbovy vlajkové lodě, Juana de la Cosa a pochází z roku 1500. Další mapa pochází z roku 1513 a je dílem Piriho Reise. Zobrazuje Kolumbovy kresby. Nejstarší tištěnou mapou je pak dílo Giovanniho Contarini z roku 1506, která obsahuje již nové objevy.
Významným kartografem té doby byl Martin Waldseemüller, jehož mapa obsahovala poprvé název Amerika. Mapa byla složena z 12 dřevořezů a byla přílohou k jeho jiným dílům, například glóbu. Dalším jeho dílem byla nautická mapa, nejstarší nautická tištěná mapa. Dalším kartografem byl například Johann Schönner (1477–1547), jehož glóby obsahovaly kresby hypotetického jižního pólu. Zpracování dalších map bylo silně ovlivněno Cusovou mapou. Ovlivněna byly mapy Erharda Etzlauba a Martina Waldseemüllera. Začaly vznikat atlasy s mapami různých kartografů. Nejvýznamnější tvůrci atlasů byly Battista Agnese a Antonio Lafreri. Bolšoj čertěž, první rukopisná mapa Ruska, byla nakreslena v polovině 16. století. Podle ní pak byla zpracována další mapa Ruska, tentokrát od amsterdamského kartografa Hessela Gerritze. Další mapou byla mapa Sibiře (Čertěž Sibiri). Mapa sloužila zejména pro kolonizaci Sibiře. Velkým ruským dílem byl atlas s 23 rukopisnými mapami (Čertěžnaja kniha Sibiri, r. 1699).

## Reformace kartografie

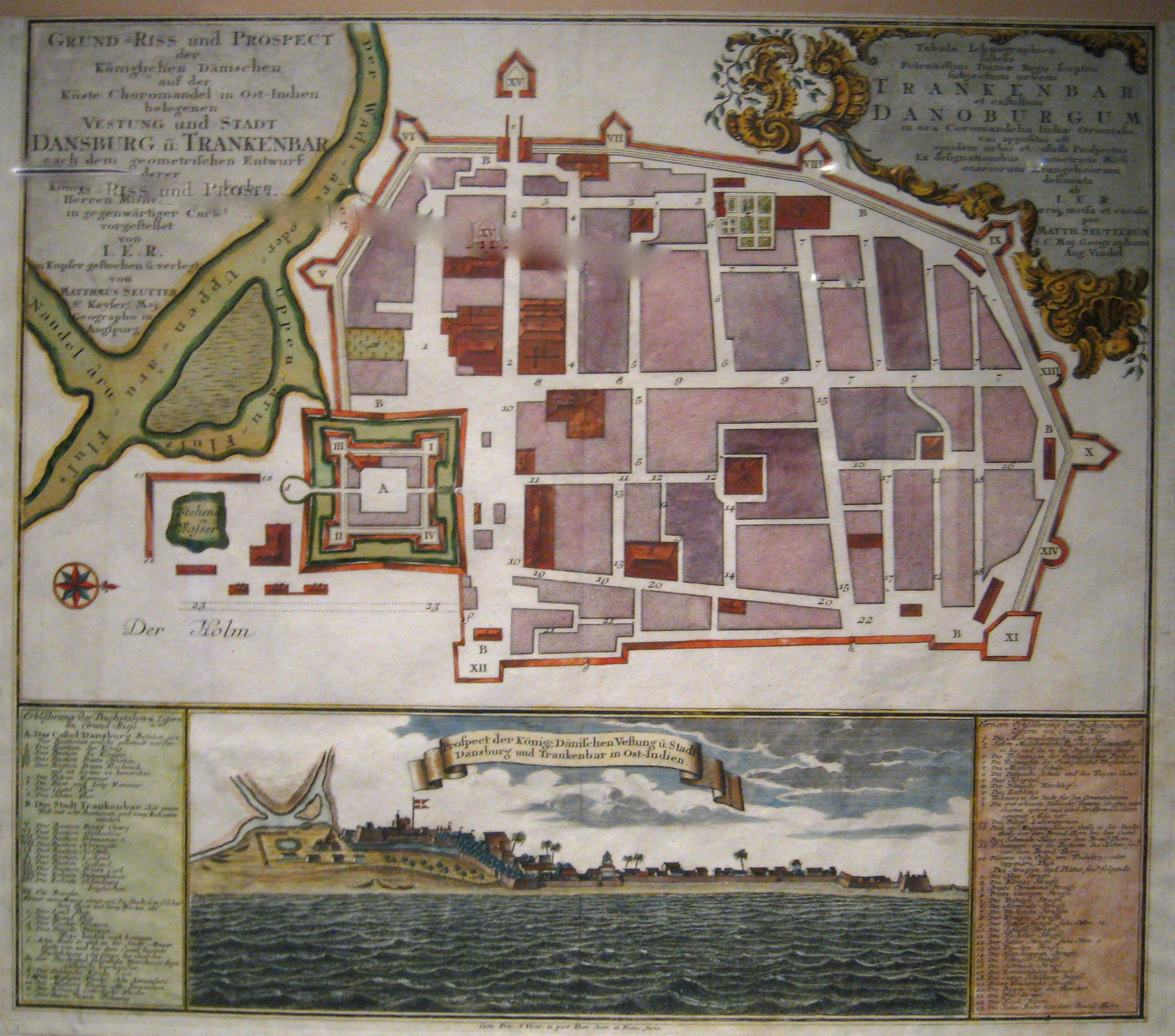
Mapa dánské kolonie Tranquebar and Fort Dansborg, v Indii, někdy po roce 1700

Kolem r. 1700 docházelo k dalším významným přerodům kartografie a toto období dostalo označení reformace kartografie. V tomto roce se zcela změnil přístup k pořizování materiálu a map, základem se stává zeměměřictví. Začalo se pracovat s triangulací, měřilo se zemské těleso i souřadnice. Docházelo k vojenským měřením a mapováním. Nizozemci ztratili vedoucí postavení v kartografii a získalo jej Francie. Významným kartografem byl Jean Picard, který vytvořil seznam míst se známými souřadnicemi. Tento materiál byl dále využíván, například Jean Dominique Cassinim pro mapu Francie. Cassini zobecnil určování zeměpisných délek pomocí zákrytů Jupiterových měsíců a po revidovaném vydání jeho efemerid. V roce 1676 mohla evropská města jeho metodou dobře určit svou zeměpisnou délku vztaženou nyní k základnímu poledníku procházející pařížskou observatoří.
Další mapu Evropy vydal Guillaume Delisle v roce 1725, na tuto mapu pak navázal největší kartograf 18. století Jean Baptiste Bourguignon d’Anville. Jean Baptiste uměl velmi podrobně zakreslit krajiny a zpracoval mapu Afriky se správnými obrysy. Vynikajícím dílem francouzské topografické kartografie a vzorem pro ostatní země se stala velká Carte géometrique de France. Mapa měla 184 listů a její vydání skončilo v roce 1815.
V Rakousku bylo mimo vojenské mapování také významné dílo mapa Tyrol z roku 1760. Mapu sestavil kartograf Peter Anich spolu s Blasiusem Hueberem. První mapování pro vojenské účely probíhalo v letech 1763 – 1787. Zatím se nepoužila triangulace a spolu s mapou se pořídil i topografický popis. Druhé mapování, které probíhalo v letech 1807 – 1867, už bylo s triangulací a byly k dispozici 2 mapy – speciální s měřítkem 1 : 144 000 a generální s měřítkem 1: 288 000. Třetí vojenské mapování, probíhající v letech 1869 – 1887, obsahovalo topografický obsah, mapy speciální i mapy generální. Od roku 1817 bylo zahájeno katastrální mapování v měřítku 1 : 2 880. V Rusku byl hlavní kartograf Ivan K. Kirilov, který měl dozor nad všemi pracemi tykajících se map. Oproti Francouzům nebo Nizozemcům Kirilov uplatňoval názor, že mapy musí být hlavně rychle vyhotovené i na úkor kvality. Topografické mapování začalo v roce 1822 a produktem byla jednoverstová mapa (1 palec = 1 versta). V roce 1845 vznikla tříverstová mapa evropské části Ruska, mapa asijské části Ruska byla pouze stoverstová.

## Kartografie 19. století
V 19. století začala postupně vznikat soukromá kartografie. Vzniklo několik soukromých ústavů zaměřujících se na kartografii a topografii. V Německu to byl například Landes-Industrie-Comptoir, ve kterém vycházelo dílo Adama Christiana Gaspariho, Allgemeiner Hand–Atlas. Tento atlas obsahoval 60 map. V Německu vycházel i geografický časopis Allgemeine Geographische Ephemeriden.
Dalším významným ústavem byl ústav Justa Perthese nacházející se v Gotě a založený v roce 1785. Tento ústav nevydával pouze atlasy ale i mapy, nejvýznamnějším vydaným díle byl Hand Atlas od Adolfa Stielera.
V Rakousku bylo významným nakladatelství, prodávající mapy i atlasy, nakladatelství Artaria. Belgičan Phillipe van der Maelen se v roce 1827 snažil vytvořit jednotnou mapu celého světa. Dílo mělo 6 svazků a vznikl z něj největší zeměpisný atlas.

## Mapy Čech a Moravy

Mapa Moravy z roku 1627 od Jana Ámose Komenského

První samostatná mapa Čech je mapa Klaudyánova. Mikuláš Klaudyán byl mladoboleslavský lékař. Mapa byla pravděpodobně tvořena pro cestovní účely, čemuž napovídá obrácená orientace. Další mapou Čech byla dílem Johanna Crigingera. Třetí mapu vytvořil v roce 1619 Pavel Aretin z Ehrenfeldu.
Nejstarší mapa Moravy byla dílem Pavla Fabriciuse a vyšla kolem roku 1569. Kopie mapy se objevily například v Orteliových Atlasech. Nejvýznamnějším a nejpopulárnějším mapou Moravy je mapa od Jana Amose Komenského. U nás vyšla v roce 1677, nicméně ve světě vycházela od roku 1627. Dalším moravskou mapou byla Müllerova mapa pocházející z roku 1712. Tato mapa je významná protože se stala základem pro všechny mapy Moravy a také základem pro vojenské mapování.
Nejstarší mapu Slezska vytvořil Martin Helwig v roce 1561. Kopie mapy vyšly například v Orteliově nebo Mercatorově atlase.
Nejvýznamnějším českým kartografem minulého století se stal Karel Kořistka, který se svou činností – měření nadmořských výšek, řešení problémů vrstevnic a i barevné výškopisné mapy – zapsal významně do světové kartografie.